# Турбокомпресор
Турбокомпресорът (понякога наричан просто турбо) е специален тип компресор, предназначен за нагнетяване на газове. Задвижващата част на този компресор е турбина. Турбокомпресорът намира голямо приложение в двигателите с вътрешно горене. Там се използва за повишаване на общата мощност на двигателите с помощта на повишаването на общото количество на горивото и въздуха, подавани в горивната камера. Основното предимство на турбокомпресорите е голямото повишение на мощността на двигателите при съвсем малко повишение на теглото им. Това е възможно, защото турбокомпресорът използва неизползваната енергия на изгорелите газове като по този начин повишава общия КПД на двигателите. Като недостатък при бензиновите двигатели може да се посочи необходимостта от използването на по-ниска компресия с цел да се избегне самовъзпламеняването на гориво-въздушната смес. Това намалява КПД на двигателите при ниски обороти, защото в този режим турбокомпресорът не осигурява необходимото количество въздух. Дизеловите двигатели нямат този проблем – при тях по принцип се използва самовъзпламеняването на горивото. И за двата типа двигатели турбокомпресорът е голямо предимство при големи надморски височини, където концентрацията на въздуха и неговото налягане са по-ниски. Това всъщност е била и основната причина за изобретяването на турбокомпресора, първоначално предназначен за самолетни двигатели.

## История
Патентът на турбокомпресора принадлежи на швейцареца Алфред Бюки и датира от 1915 г. Патентът е за звездообразен двигател с турбина с аксиален поток и компресор, монтирани на общ вал. Целта на устройството е да се преодолее загубата на мощност в самолетните двигатели, поради намалената плътност на въздуха при голяма надморска височина. Прототипът обаче се оказва ненадежден и не навлиза в производство.
Първото комерсиално приложение на турбокомпресор е от 1925 г., когато Алфред Бюки успешно монтира турбо на десетцилиндрови дизелови двигатели, увеличавайки мощността им от 1300 на 1860 kW (1750 до 2500 к.с.). Този двигател се използва от германското министерство на транспорта за двата големи пътнически кораба „Пройсен“ и „Ханзещат Данциг“. Дизайнът е предоставен на няколко големи производителя и турбокомпресорите започват да се използват в морски, железопътни и големи стационарни приложения..
Турбокомпресори се използват на няколко самолетни двигателя през Втората световна война, започвайки от бомбардировача Боинг B-17 през 1938 г., чиито турбокомпресори се произвеждат от General Electric. Други ранни турбокомпресорни самолети са B-24 Liberator, P-38 Lightning, P-47 Thunderbolt експериментални прототипи на Focke-Wulf Fw 190.
Автомобилните производители започват да разработват турбокомпресорни двигатели през 1950-те години, но големият размер на устройството представлява значителен проблем по това време. Първите леки коли с турбокомпресори са Chevrolet Corvair Monza и the Oldsmobile Jetfire, въведени през 1962 г. След петролната криза от 1973 година и въвеждането на регулации за намаляване на замърсяването на въздуха през 1970-те години, турбокомпресорите стават по-често срещани при автомобилите, предоставяйки начин да се намали разхода на гориво и отделянето на емисии.